# باركر ستيفنسون
باركر ستيفنسون (بالإنجليزية: Parker Stevenson)‏ هو مصور وممثل أمريكي، ولد في 4 يونيو 1952 بفيلادلفيا في الولايات المتحدة.

## وصلات خارجية
- باركر ستيفنسون على موقع IMDb (الإنجليزية)
- باركر ستيفنسون على موقع ألو سيني (الفرنسية)
- باركر ستيفنسون على موقع أول موفي (الإنجليزية)
- باركر ستيفنسون على موقع قاعدة بيانات الأفلام السويدية (السويدية)
- باركر ستيفنسون على موقع إن إن دي بي (الإنجليزية)
- باركر ستيفنسون على موقع قاعدة بيانات الفيلم (الإنجليزية)
- باركر ستيفنسون على موقع كينوبويسك (الروسية)